# Luigi Lanzi

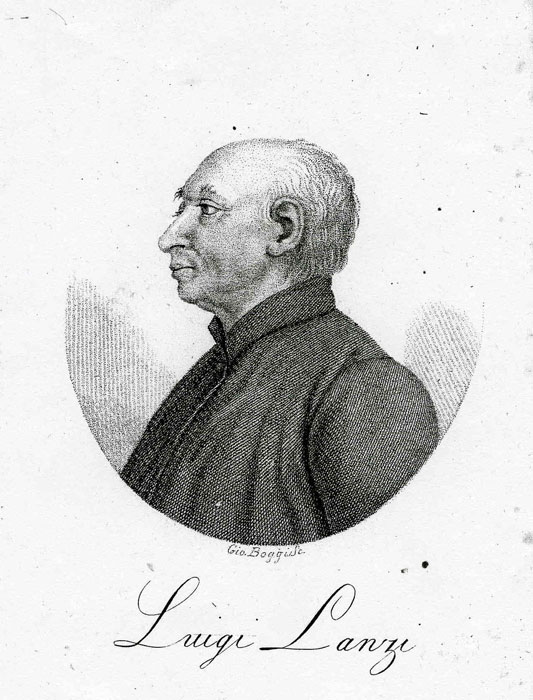
Luigi Lanzi, um 1800 (Stich von Giovanni Boggi (1770–1832))

Luigi Lanzi (* 13. Juni 1732 in Treia, damals Montecchio, bei Macerata, Marken, Kirchenstaat; † 31. März 1810 in Florenz) war ein italienischer Altertumsforscher (Archäologie, Etruskologie, Kunstgeschichte) und Philologe.

## Leben
Lanzi trat in den Jesuitenorden ein und beschäftigte sich mit Kunstdenkmälern der Etrusker. Zunächst lebte er in Rom. Nach der Aufhebung des Ordens 1773 arbeitete er seit 1775 in Florenz für den Großherzog Leopold II. in der Galleria degli Uffici, ab 1776 als Kurator. In diesem Zusammenhang katalogisierte er die Sammlungen und reorganisierte diese. Verschiedene Sammlungen wurden ausgegliedert, nur Archäologie und Graphik blieb mit der Malerei im Museum. Sein Führer durch die neue Sammlung erschien 1782. In Florenz war er auch Präsident der Accademia della Crusca.
Sein Hauptinteresse galt archäologischen Stätten. In seinem Saggio di lingua etrusca e di altre antiche d’Italia (3 Bände, 1789) legte er die erste Forschungsarbeit über das Leben und die Kultur der Etrusker vor. Er schrieb auch ein Buch über etruskische Vasen, die er korrekt griechischem Stil zuschrieb und befasste sich auch intensiv mit antiker Kunst, und wurde darin zu seiner Zeit nur von Johann Joachim Winckelmann übertroffen. Später wandte er sich der Geschichte der italienischen Kunst zu, wobei er mit der umfangreichen Storia pittorica dell’Italia erstmals eine stilorientierte Enzyklopädie der italienischen Malerei veröffentlichte. Zuvor waren die kunsthistorischen Werke meist Biographie-orientiert an einzelnen Malern. Für das Werk studierte er nicht nur die Literatur sehr genau, sondern besuchte auch Kirchen und Museen in Mittel- und Norditalien. Der erste Teil erschien 1792 und der Rest mit der zweiten Auflage 1796 (die 3. Auflage 1809). Das Werk wurde auch in mehrere Sprachen übersetzt, unter anderem ins Deutsche. In diesem Werk prägte Lanzi den kunstgeschichtlichen Stilbegriff Manierismus für die Übergangszeit von der Renaissance zum Barock.

## Schriften
- Storia pittorica dell’Italia dal risorgimento delle belle arti fin presso al fine del XVIII secolo, 4 Bände, Mailand 1824–1825, 6 Bände, Venedig: P. Milesi 1837/38 (zuerst 1792 und in drei Bänden 1795/96 in Bassano)
  - Englische Übersetzung The history of painting in Italy, from the period of the revival of the fine arts to the end of the eighteenth century, 6 Bände, London 1828
  - Deutsche Übersetzung: Geschichte der Malerei in Italien, vom Wiederaufleben der Kunst bis Ende des 18. Jahrhunderts, 3 Bände, Leipzig: Johann Ambrosius Barth 1830, Herausgeber Adolph Wagner, Übersetzung und Kommentar J. G. von Quandt
- Notizie della scultura degli antichi e dei vari suoi stili, 2. Auflage, Fiesole 1824
- De’ Vasi antichi dipinti volgarmente chiamati Etruschi: dissertazione III, Florenz 1806
- La Real Galleria di Firenze accresciuta, e riordinata per comando di S.A.R. l’Arciduca Granduca di Toscana, Florenz 1782 (Führer durch die Uffizien)
- Saggio di lingua Etrusca e di altre antiche d’Italia. Pagliarini, Rom 1789,  archive.org
- Saggio delle lingue d' Italia, 1806

Er veröffentlichte auch die Werke und Tage von Hesiod (Florenz 1808) mit Übersetzung und Übertragung in Terzinen. Von ihm stammen auch theologische Werke (Opere Sacre).
Es sind auch Reiseberichte von ihm erschienen.